# 萊茨卡尼鄉
47°11′N 27°25′E / 47.183°N 27.417°E
萊茨卡尼鄉（羅馬尼亞語：Comuna Lețcani, Iași），是羅馬尼亞的鄉份，位於該國東北部，由雅西縣負責管轄，面積59平方公里，海拔高度81米，2007年人口6,805，人口密度每平方公里116人。